# Daýançgylyç Urazow
Daýançgylyç Urazow (15 dicembre 1978) è un ex calciatore turkmeno, di ruolo attaccante.

## Carriera

### Nazionale
Ha debuttato in Nazionale il 9 novembre 2003, in Turkmenistan-Sri Lanka (1-0), gara in cui è subentrato al minuto 78 a Rejepmyrat Agabayew. Ha partecipato, con la Nazionale, alla Coppa d'Asia 2004. Ha collezionato in totale, con la maglia della Nazionale, 8 presenze.

## Palmarès

### Club

#### Competizioni nazionali
- Campionato di calcio del Turkmenistan: 2

Nisa Aşgabat: 2003
Aşgabat: 2008